# Cristòfor Taltabull
Cristòfor Taltabull i Balaguer (Barcelona, 28 de julio de 1888 - Barcelona, 1 de mayo de 1964) compositor y pedagogo musical español. Se trata de una de las personalidades musicales fundamentales de su tiempo en Cataluña, en el contexto de la reconstrucción musical tras la guerra civil española y el primer franquismo. Abrió las puertas de la composición a los nombres más destacados de la música catalana posterior.  

## Biografía
Nació en Barcelona en el seno de una familia burguesa, cursó estudios primarios y secundarios en el barcelonés colegio de Jesuitas de Caspe-Sagrado Corazón de Jesús. Inició sus estudios musicales en Barcelona con Claudio Martínez y Josep Font, discípulo de Pere Tintorer, y más tarde con Felipe Pedrell.
En 1907 la Orquesta Sinfónica de Barcelona estrenó su primera composición, el poema sinfónico Waldemar Daae.  Ese mismo año se marchó hacia Munich donde estudió con Franz Wiedermeyer y Max Reger. El vínculo con Barcelona continuó: en 1910 se estrenó Prólogo sinfónico para un drama en el Palacio de la Música Catalana. 
En 1912 se estableció en París, donde estudió con André Gedalge, Charles Tournemire y Charles Koechlin. En la capital francesa trabajó como pianista, orquestador y colaborador editorial, para la compañía Gaumont Film Company y las editoriales Durand y Salabert y los Ballets Suecos de Rolf de Maré. Allí pudo conocer a Debussy, Ravel y Stravinsky.
Como consecuencia del estallido de la Segunda Guerra Mundial en 1940 regresa a Barcelona, donde pese a algunos estrenos de sus obras (el oratorio Les set paraules de Crist a la Creu (1943), el Misteri de Redempció (1945), entre otras) recibió un trato de indiferencia en el contexto franquista. Por otra parte, en el campo del magisterio personal dedicará una intensa labor pedagógica hasta su muerte en 1964.  
La enumeración de sus discípulos —entre los que destacan algunos nombres importantes— durante los últimos veinticinco años de su vida en Barcelona, aporta una medida aproximada de la dimensión pedagógica de Taltabull y su peso en la música catalana posterior: Sebastià Benet, Xavier Benguerel, Lleó Borrell, Teresa Borràs i Fornell, Manuel Cabero, Jordi Carbonell, Josep Casanovas, Josep Cercós, Àngel Cerdà, Joan Comelles, Maria-Lluïsa Cortada, Edmund Eckart, Gregori Estrada, Eugeni Gassull, Maria-Teresa Giménez, Enric Gispert, Marçal Gols, Joan Guinjoan, Palmira Jaquetti, Lluís Lanau, Joan Masjoan, Josep Massuet, Josep-Maria Mestres Quadreny, Lluís Millet, Salvador Moreno, Domènec Rovira, Ireneu Segarra, Fèlix Strohecker, Jordi Sivilla, Jordi Torra, Josep Soler y Mercè Torrents Turmo.      
Fue sepultado en el Cementerio de Montjuïc de Barcelona y su fondo personal se conserva en la Biblioteca de Catalunya.